# Union Sportive Coutras
El Union Sportive Coutras o de forma abreviada US Coutras es un equipo francés de hockey sobre patines con sede en localidad de Coutras. Actualmente disputa la Nationale 1 Elite en categoría masculina y la Nationale 1 Féminine en categoría femenina.

## Historia
El club fue fundado en 1936, inicialmente bajo el nombre de Hockey Patin-Club Coutrillon.
El equipo masculino ha conquistado un total de 16 títulos de liga (14 de ellos entre 1964 y 1986) y el equipo femenino 10 títulos (desde 2001 hasta 2018).
Cabe destacar el subcampeonato de la Copa de Europa del equipo femenino de la temporada 2014-15, en la que cayó derrotado ante el Sport Lisboa e Benfica en la final disputada en Manlleu.

## Palmarés equipo masculino
- 16 Campeonatos de Liga: 1964, 1966, 1968, 1970, 1971, 1972, 1974, 1975, 1977, 1980, 1983, 1984, 1985, 1986, 2009-10, 2010-11.

## Palmarés equipo femenino
- 10 Campeonatos de Liga: 2000-01, 2003-04, 2008-09, 2010-11, 2011-12, 2012-13, 2014-15, 2015-16, 2016-17, 2017-18.